# Pseudotocinclus
Pseudotocinclus – rodzaj słodkowodnych ryb sumokształtnych z rodziny zbrojnikowatych (Loricariidae).

## Występowanie
Brazylia.

## Klasyfikacja
Gatunki zaliczane do tego rodzaju:
- Pseudotocinclus juquiae
- Pseudotocinclus parahybae
- Pseudotocinclus tietensis

Gatunkiem typowym jest Pseudotocinclus intermedius (=P. tietensis).